# Селимир Тошић
Селимир Тошић (Обреновац, 1946 — Зрењанин, 21. јул 2015) био је српски филмски и позоришни глумац.

## Улоге
| Год.       | Назив                              | Улога                |
| ---------- | ---------------------------------- | -------------------- |
| 1970.-те   |                                    |                      |
| 1975.      | Синови                             | Бабић                |
| 1980.-те   |                                    |                      |
| 1981.      | Широко је лишће                    | Келнер               |
| 1981.      | Светозар Марковић (серија)         |                      |
| 1990.-те   |                                    |                      |
| 1993.      | Пун месец над Београдом            | Војно лице           |
| 1994.      | Голи живот (серија)                | Неђо                 |
| 1995.      | Крај династије Обреновић (серија)  | Пуковник Вељковић    |
| 1995.      | Тамна је ноћ                       | Милиционер на свадби |
| 1995.      | Трећа срећа                        |                      |
| 1994-1996. | Срећни људи (серија)               | Инспектор            |
| 1996.      | Довиђења у Чикагу                  | Стојчетов ортак      |
| 1997.      | Горе доле (серија)                 | Начелник Јашовић     |
| 1997.      | Птице које не полете               | Доктор Петровић      |
| 1998.      | Купи ми Елиота                     | Инспектор            |
| 1998.      | Лајање на звезде                   | Инспектор            |
| 1998-1999. | Породично благо (серија)           | Судија               |
| 2000.-те   |                                    |                      |
| 2000.      | Рат уживо                          | Рецепционар          |
| 2000.      | Сенке успомена                     | Емин отац            |
| 2006-2007. | Сељаци (серија)                    | Цветко               |
| 2009.      | Бела лађа (серија)                 | Господин             |
| 2010.-те   |                                    |                      |
| 2013-2014. | Монтевидео, Бог те видео! (серија) | Господин Бељански    |